# War of Words
War of Words — це онлайн ШІ-інструмент із відкритим доступом для аналізу російської пропаганди на ТБ, в Telegram та Rutube, створений українським медіа-діячем Володимиром Бородянським та громадською організацією «Змінюємось разом». 

## Історія
Інструмент почали розробляти після початку повномасштабного російського вторгнення в Україну у 2022 році з метою автоматичного швидкого аналізу контенту російського телебачення з його пропагандистськими наративами та «мовою ворожнечі» по відношенню до України та інших країн. 
Інструмент розроблявся протягом двох років і був публічно оприлюднений у травні 2024. 
У червні 2024 журналіст Henk van Ess, який є асесором Міжнародної мережі перевірки фактів Poynter Institute, публічно поділився досвідом використання інструменту. 
У жовтні та листопаді 2024 War of Words випустив два звіти з аналізом ядерних погроз на російському ТБ. 

## Технологія
Інструмент відкритий для користувачів і дає можливість пошуку за ключовими словами англійською та мовою оригіналу, а також фільтрації результатів за датою, типом медіа, джерелами, програмами, спікерами та іншими параметрами. 
War of Words має хмарний архів, в який завантажені всі новинні й інформаційно-політичні ТБ-програми на популярних російських каналах з 2012 року (наприклад, «60 хвилин», «Вечір з Володимиром Соловйовим», «Час» та інші). Архів поповнюється та розшифровується щоденно. 
Хмарні обчислення та розшифровка відео та аудіо архіву в тексти російською відбуваються за допомогою технології Microsoft Azure, а англійською їх перекладає LLM модель на основі Chat GPT-4 зі збереженням емоційного забарвлення. Модель також здатна розпізнавати та маркувати вислови основних ведучих пропагандистського ТБ (Володимир Соловйов, Ольга Скабєєва, Дмитро Кисельов тощо).